# New Zealand-China Free Trade Agreement
Das New Zealand-China Free Trade Agreement ist ein bilaterales Freihandelsabkommen zwischen der Volksrepublik China und Neuseeland. Das Abkommen wurde im April 2008 unterzeichnet und hat eine Einführungszeit von 12 Jahren bis zur vollen In-Kraft-Setzung im Jahr 2019.

## Geschichte
Mit dem sich abzeichnenden Beitritt (1973) Großbritanniens zur Europäischen Gemeinschaft (EG) (heute EU) und dem damit drohenden Verlust des wichtigsten Absatzmarktes des Landes, begann in Neuseeland Anfang der 1970er ein Prozess der politischen und wirtschaftlichen Neuorientierung nach Asien hin. Den Beginn machte damals die Labour-Regierung unter Premierminister Norman Kirk mit der Aufnahme der Diplomatischen Beziehungen zu China im Dezember 1972.
Im August 1997 schloss Neuseeland sein erstes bilaterales Abkommen mit China ab und war damit seit der Gründung der Welthandelsorganisation (WTO) (engl.: World Trade Organization) im Jahr 1995 das erste westliche Land, welches zu einem Vertrag mit China auf der Basis der WTO-Verträge kam.
Damit war der erste Schritt auf den fourth-first milestones (vier Erste-Meilensteinen), wie Neuseeland heute gerne die Entwicklung der Wirtschaftsbeziehungen zu China bezeichnet, getan. Des Weiteren reklamiert Neuseeland für sich, mit April 2004 das erste entwickelte Land gewesen zu sein, welches China als bedeutende Marktwirtschaft anerkannt hatte, und im November 2004 ebenso als erster in die Verhandlungen um ein Freihandelsabkommen (FTA) (engl.: Free Trade Agreement) mit China einzusteigen.
Der vierte Meilenstein sollte dann das New Zealand-China Free Trade Agreement selbst gewesen sein, welches am 7. April 2008 von Neuseelands Minister of Trade Phil Goff und seinem chinesischen Amtskollegen Chen Deming im Beisein von Neuseelands Premierministerin Helen Clark und Chinas Staatspräsidenten Hú Jǐntāo in der Große Halle des Volkes in Peking unterzeichnet wurde, und am 1. Oktober 2008 durch die Ratifizierung durch das neuseeländische Parlament in Kraft trat.

## Vorteil für Neuseeland (Regierungssicht)
Am 1. Oktober 2009, dem Jahrestag des Inkrafttreten des Abkommens, hob der Minister of Trade, Tim Groser, durch China, als nun drittgrößter Wirtschaftspartner Neuseelands, die Bedeutung des Vertrages für Neuseeland hervor. Ein 23-prozentiges Wachstum im Import-Export hätten ein Volumen von $10 Mrd. NZ$ überschritten und den Export Neuseelands nach China um 60 % ansteigen lassen.

## Kritiker des Abkommens
Neben der Ablehnung des Abkommens durch die im Parlament vertretenden Green Party of Aotearoa New Zealand und der Māori Party meldeten sich weitere Kritiker zu Wort. Die generellen Befürchtungen die geäußert wurden, fasste der Sprecher der Organisation Global Peace and Justice Auckland (GPJA), John Minto in einem Beitrag in der Tageszeitung New Zealand Herald am 10. April 2008 zusammen. Da schon vor dem Zustandekommen des Abkommens Neuseeland ein Außenhandelsdefizit gegenüber China von 2 Mrd. NZ$ im Jahr 2005 – mit der Tendenz steigend – hatte, und für jede Million Dollar Import aus China etwa 16 Arbeitsplätze verloren gehen würden, vermutete er einen Verlust von 50.000 Arbeitsplätzen durch Chinas Importe. Weiterhin rechnete er einen Verlust von etwa 20.000 Jobs in der Fertigung, mit einer Abwanderung in schlecht bezahlte Dienstleistungsarbeitsplätze vor. Ebenfalls kritisierte er mit dem Abkommen die Kinderarbeit in China zu unterstützen und die Nichteinhaltung von Arbeitsstandards.

“"The real winners from these free trade deals won't be the Kiwi shopper who pays slightly less for a shirt or the farmer who sells a bit more milk. The real winners will be the multinational corporations and Asian entrepreneurs who make their money off the backs of children, political prisoners and sweatshop labour."”

„Gebt dem Frieden eine Chance„Die wirklichen Gewinner von diesen Freihandelsabkommen werden nicht der Kiwi-Käufer sein, die etwas weniger für ein Hemd zahlen oder der Landwirt, der ein bisschen mehr Milch verkauft. Die wirklichen Gewinner werden die multinationale Kapitalgesellschaften und asiatische Unternehmer sein, die ihr Geld auf den Rücken von Kindern, politischen Gefangenen und Arbeitern in Ausbeutungsbetrieben machen.“)“